# Lu Xun
Lu Xun (鲁迅) (25. rujna, 1881. – 19. listopada, 1936.)
je bio pseudonim kineskog pisca izvornog imena Zhou Zhangtao (周樟寿) koje je kasnije promijenio u Zhou Shuren (周树人). Lu Xun se smatra ocem moderne kineske književnosti, s obzirom na to da je napisao prva književno djelo na govornom, pučkom, jeziku (白话) - dramu naziva Dnevnik jednog luđaka (kineski: 狂人日记). Ista drama će uskoro postati kamenom temeljcem Novog kulturnog pokreta (新文化运动) koji će se kasnije pretvoriti u politički pokret, Pokret 4. svibnja. Lu Xun se osim pisanjem bavio i književnom kritikom, poviješću, prevodilaštvom i teorijom umjetnosti. 

## Život
Lu Xun je rođen u Shaoxingu, pokrajini Zhejiang. Godine 1892. počinje pohađati školu lokalnog xiucaia, Tao Jingwua, gdje upoznaje i Zhang Runshuia prema kojem će Lu Xun oblikovati jednog od najpoznatijih likova u kineskoj književnosti, Runtua (闰土) iz pripovijetke Dom (故乡).
Godine 1896. nakon smrti oca, počinje pisati dnevnik. Uskoro potom dolazi u sukob s dijelom obitelji zbog nasljedstva i odlazi u Nanjing gdje pohađa Pomorsku školu, kada i mijenja ime u Zhou Zhangtao. Na nagovor rođaka pohađa carski okružni ispit. Na ispitu ne uspijeva i nakon što mu se razbolio jedan od braće odustaje od karijere carskog činovnika i upisuje Školu rudarstva i željeznice koju će završiti 1902. godine. U toj školi, Lu Xun se po prvi puta susreće sa zapadnom kulturom. Intenzivno uči engleski i njemački jezik te čita brojne zapadne i kineske autore, među kojima i Evoluciju i Etiku T. H. Huxleya, koja će kasnije duboko utjecati na njegove poglede.
Nakon završetka škole odlazi u Japan kako bi se školovao za liječnika. Prije studija na Medicinskoj Akademiji Sendai, dvije godine provodi u Kobun Institutu, gdje uči japanski jezik. Studij medicine je smatrao dosadnim i napornim, dijelom i zbog lošeg poznavanja japanskog jezika, pa je nakon dvije godine odustao od studija. Međutim jedan događaj na tom studiju je označio prekretnicu u njegovom životu. Tijekom njegovog studija izbio je Rusko-japanski rat (1904-1905). Nakon jednog predavanja, studentima su prikazane fotografije iz tog rata. Na fotografiji je bio prikazan Kinez kojem su Japanci odlučili odrubiti glavu pod optužbom da je ruski špijun, a koji je bio okružen ravnodušnim Kinezima. Lu Xun je u predgovoru Pokliča (呐喊) objasnio da ga je ovaj prizor natjerao da postane književni liječnik kineskih duhovnih problema.  
Tako, nakon dvije godine studija, odlazi u Tokio, gdje upisuje školu njemačkog. Njegova ga je majka, čuvši glasine da je oženio Japanku, na prevaru dovela u Kinu i oženila sa Zhu An. Lu Xun nikada nije bio u bliskim odnosima sa svojom suprugom, no brinuo se za nju do kraja života. Nekoliko dana nakon svadbe, Lu Xun se sa svojim bratom, Zuorenom, vratio u Japan. Više se nije vraćao na studij, već je pohađao privatne satove ruskog jezika, povijesti i književnosti. Godine 1908. objavio je zbirku prijevoda pripovijetki istočnoeuropskih književnika, Priče iz tuđine, koju je preveo i uredio sa Zuorenom. Godine 1909. izdan je i drugi svezak. Zbog loše distribucije, slabog zanimanja za istočnoeruopsku književnost te činjenice da je prevedena na klasični kineski jezik, a ne na svakodnevni, pučki jezik, zbirka nikada nije stekla širu publiku. Iako je namjeravao krenuti u Njemačku kako bi nastavio studije, zbog nedostatka novca, iste se godine vraća u Kinu, gdje pronalazi posao učitelja na nekoliko škola u Hangzhou i rodnom Shaoxingu, gdje će 1911. godine napisati i svoju prvu pripovijetku Nostalgija (怀旧). Pripovjetkom je bio toliko razočaran da ju je bacio. No, njegov brat Zuoren ju je sačuvao i dvije godine kasnije objavio u časopisu Književni mjesečnik pod pseudonimom Zhou Chuo (周逴). Lu Xun je za bratovo djelo saznao tek po objavi pripovijetke u časopisu, 1913. godine.    
U veljači 1912. godine, netom nakon završetka Revolucije u Xinhaiu kojom je srušena Qing dinastija i uspostavljena Republika KIna, Lu Xun na poziv tadašnjeg ministra počinje raditi u Ministarstvu obrazovanja. Isprva radi u Nanjingu, a potom odlazi u Peking, u kojem će ostati do 1926. godine. Isprva je prepisivao.

## Književni rad
Do svoje smrti 1936. godine objavio je dvadeset dvije pripovijetke u dvije zbirke (Poklič i Stare priče prepričane), poemu u prozi Divlja trava, kao i mnogobrojne eseje i prevode – posebno je cijenio Gogolja, i prvi je preveo Mrtve duše na kineski. 
Lu Sjin je bio urednik nekolikih ljevičarskih časopisa, od kojih je najznačajniji bio Nova omladina (kineski: 新青年 /Xīn Qīngnián/). Bio je i jedan od prvih pristalica esperanto pokreta u Kini.
Iako je bio simpatizer kineskog komunističkog pokreta, nikada nije pristupio KPK. Zbog njegove naklonosti komunistima, njegova su djela bila zabranjena na Tajvanu do kraja osamdesetih godina. 
Njegova djela su i danas vrlo značajna i popularna.